# Aliança (Portugal)
O Aliança (A) foi um partido político português que surgiu em 2018 como cisão do PSD, extinto em 2025.

## Ideologia do partido
Define-se como um partido personalista, europeísta, conservador nos costumes e liberal na economia, assumidamente de direita.

## História
Fundado por Pedro Santana Lopes, militante histórico do PSD, o partido nasce em 2018, posicionando-se como alternativa à esquerda no governo e à falta de oposição da direita parlamentar,[carece de fontes?] sendo considerado nessa altura de centro-direita.
A sua inscrição no registo dos partidos políticos portugueses foi aceite pelo Tribunal Constitucional a 23 de Outubro de 2018.
Foi anunciado que o cabeça de lista ao Parlamento Europeu era Paulo de Almeida Sande, no dia 2 de Dezembro de 2018, tendo ficado aquém de atingir os objetivos de eleger dois eurodeputados.
O seu congresso fundador foi de 9 a 10 de Fevereiro de 2019, na Arena de Évora, sendo encerrado com a legitimação de Pedro Santana Lopes como presidente do partido.

Nas eleições legislativas de 2019 não elegeu nenhum deputado, embora tivesse estabelecido como objetivo a eleição de pelo menos dois.
Foi declarado extinto pelo Tribunal Constitucional em 2025.

## Resultados Eleitorais

### Eleições legislativas
| Data | Líder               | Cl.            | Votos          | %              | +/-            | Deputados | +/-     | Status            | Notas |
| ---- | ------------------- | -------------- | -------------- | -------------- | -------------- | --------- | ------- | ----------------- | ----- |
| 2019 | Pedro Santana Lopes | 10.º           | 40 487         | 0,77 / 100,00  |                | 0 / 230   |         | Extra-parlamentar |       |
| 2022 | Jorge Nuno de Sá    | 22.º           | 2 693          | 0,05 / 100,00  | 0,72           | 0 / 230   | Estável | Extra-parlamentar |       |
| 2024 | Jorge Nuno de Sá    | Alternativa 21 | Alternativa 21 | Alternativa 21 | Alternativa 21 | 0 / 230   | Estável | Extra-parlamentar |       |

### Eleições europeias
| Data | Cabeça de lista        | Cl.           | Votos         | %             | +/-           | Deputados     | +/-           |
| ---- | ---------------------- | ------------- | ------------- | ------------- | ------------- | ------------- | ------------- |
| 2019 | Paulo de Almeida Sande | 7.º           | 61 728        | 1,86 / 100,00 |               | 0 / 21        |               |
| 2024 | Não concorreu          | Não concorreu | Não concorreu | Não concorreu | Não concorreu | Não concorreu | Não concorreu |

### Eleições autárquicas
(Os resultados apresentados não incluem os resultados de coligações que envolvem o partido.)
| Data | Cl.  | Votos | %             | +/- | Presidentes CM | +/- | Vereadores | +/- | Assembleias Municipais | +/- | Assembleias de Freguesias | +/- |
| ---- | ---- | ----- | ------------- | --- | -------------- | --- | ---------- | --- | ---------------------- | --- | ------------------------- | --- |
| 2021 | 36.º | 3 765 | 0,08 / 100,00 |     | 0 / 308        |     | 0 / 2 074  |     | 2 / 6 461              |     | 6 / 27 019                |     |

### Eleições regionais

#### Região Autónoma dos Açores
| Data | Líder                 | Cl.            | Votos          | %              | +/-            | Deputados | +/-     | Status            | Notas                         |
| ---- | --------------------- | -------------- | -------------- | -------------- | -------------- | --------- | ------- | ----------------- | ----------------------------- |
| 2020 | Paulo Silva           | 10.º           | 422            | 0,41 / 100,00  |                | 0 / 47    |         | Extra-parlamentar |                               |
| 2024 | José Olívio Arranhado | Alternativa 21 | Alternativa 21 | Alternativa 21 | Alternativa 21 | 0 / 57    | Estável | Extra-parlamentar | Apenas na Ilha de Santa Maria |

#### Região Autónoma da Madeira
| Data | Líder         | Cl.           | Votos         | %             | +/-           | Deputados     | +/-           | Status            | Notas |
| ---- | ------------- | ------------- | ------------- | ------------- | ------------- | ------------- | ------------- | ----------------- | ----- |
| 2019 | Joaquim Sousa | 11.º          | 766           | 0,53 / 100,00 |               | 0 / 47        |               | Extra-parlamentar |       |
| 2023 | Não concorreu | Não concorreu | Não concorreu | Não concorreu | Não concorreu | Não concorreu | Não concorreu | Não concorreu     |       |

## Lista de presidentes

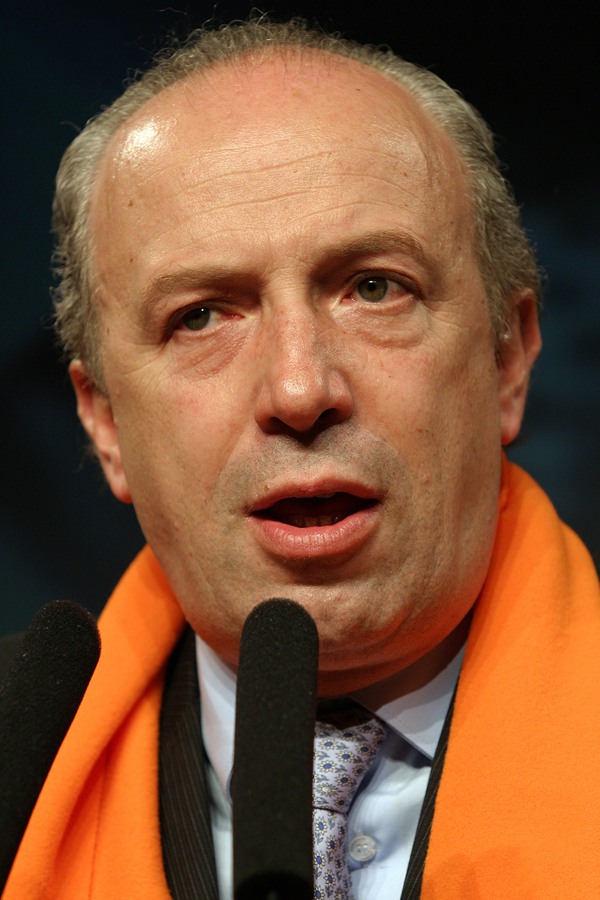
Pedro Santana Lopes, fundador do Aliança.
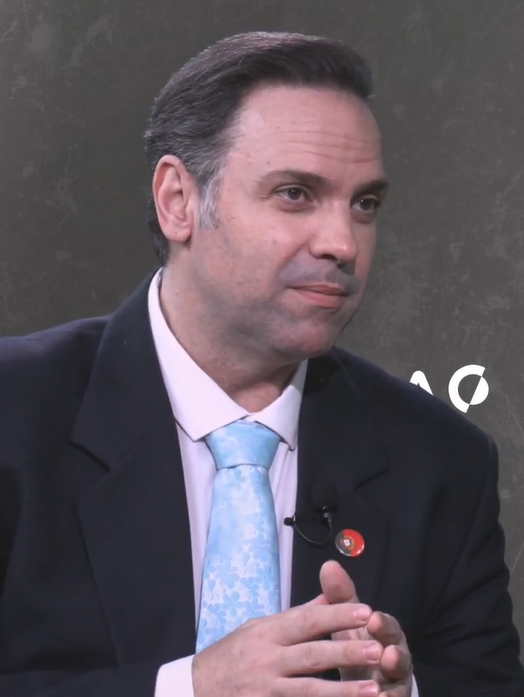
Jorge Nuno de Sá

- Pedro Santana Lopes (2018-2020)
- Paulo Bento (2020-2021)
- Jorge Nuno de Sá (2021-2025)